# Hamburg (Vernon County)
Die Town of Hamburg ist eine von 21 Towns im Vernon County im US-amerikanischen Bundesstaat Wisconsin. Im Jahr 2010 hatte die Town of Hamburg 973 Einwohner.
Town hat in Wisconsin eine grundlegend andere Bedeutung, als im übrigen englischsprachigen Bereich. Vielmehr entspricht sie den in den anderen US-Bundesstaaten üblichen Townships, die nach dem County die nächstkleinere Verwaltungseinheit bilden.

## Geografie
Die Town of Hamburg liegt im Südwesten Wisconsins, rund 5 km östlich des Mississippi, der die Grenze zu Minnesota bildet. Der Schnittpunkt der drei Bundesstaaten Wisconsin, Iowa und Minnesota liegt rund 30 km südwestlich. Der Coon Creek, ein linker Nebenfluss des Mississippi, durchfließt die Town in Nordost-Südwest-Richtung.
Die Town of Hamburg liegt in der Driftless Area genannten eiszeitlich geformten Region, die sich über das südöstliche Minnesota, das südwestliche Wisconsin, das nordöstliche Iowa und das äußerste nordwestliche Illinois erstreckt. Bei der letzten Eiszeit, der so genannten Wisconsin Glaciation, blieb die Region eisfrei, sodass sich die Flusstäler auch während dieser Zeit tiefer in das Plateau einschneiden konnten.
Die geografischen Koordinaten des Zentrums der Town of Hamburg sind 43°40′40″ nördlicher Breite und 91°05′24″ westlicher Länge. Sie erstreckt sich über eine Fläche von 92,8 km². Die Town of Hamburg umschließt die selbstständige Gemeinde Chaseburg, ohne dass diese der Town angehört.
Die Town of Hamburg liegt im Nordwesten des Vernon County und grenzt an folgende Nachbartowns:
| Town of Shelby (La Crosse County) | Town of Greenfield (La Crosse County)       | Town of Washington (La Crosse County) |
| Town of Bergen                    | Kompassrose, die auf Nachbargemeinden zeigt | Town of Coon                          |
|                                   | Town of Harmony                             | Town of Jefferson                     |

## Verkehr
Der U.S. Highway 14 führt durch den Nordosten der Town of Hamburg. Vom US 14 zweigt der Wisconsin State Highway 162 ab und führt entlang des Coon Creek nach Südwesten. Daneben verlaufen noch die County Highways K und KK durch die Town. Alle weiteren Straßen sind untergeordnete Landstraßen sowie teils unbefestigte Fahrwege.
Die nächsten Flughäfen sind der La Crosse Regional Airport (rund 35 km nordwestlich), der Rochester International Airport in Rochester, Minnesota (rund 145 km westnordwestlich) und der Dane County Regional Airport in Wisconsins Hauptstadt Madison (rund 192 km südöstlich).

## Bevölkerung
Nach der Volkszählung im Jahr 2010 lebten in der Town of Hamburg 973 Menschen in 350 Haushalten. Die Bevölkerungsdichte betrug 10,5 Einwohner pro Quadratkilometer. In den 350 Haushalten lebten statistisch je 2,78 Personen.
Ethnisch betrachtet setzte sich die Bevölkerung zusammen aus 98,4 Prozent Weißen, 0,2 Prozent Afroamerikanern, 0,2 Prozent Asiaten sowie 0,4 Prozent aus anderen ethnischen Gruppen; 0,8 Prozent stammten von zwei oder mehr Ethnien ab. Unabhängig von der ethnischen Zugehörigkeit waren 1,8 Prozent der Bevölkerung spanischer oder lateinamerikanischer Abstammung.
28,8 Prozent der Bevölkerung waren unter 18 Jahre alt, 59,3 Prozent waren zwischen 18 und 64 und 11,9 Prozent waren 65 Jahre oder älter. 50,5 Prozent der Bevölkerung war weiblich.
Das mittlere jährliche Einkommen eines Haushalts lag bei 61.000 USD. Das Pro-Kopf-Einkommen betrug 26.905 USD. 8,3 Prozent der Einwohner lebten unterhalb der Armutsgrenze.

## Ortschaften in der Town of Hamburg
Neben Streubesiedlung existieren in der Town of Hamburg keine weiteren Siedlungen.